# アニメ化企画進行中!?
『アニメ化企画進行中!?』（アニメかきかくしんこうちゅう!?）は、著者・我道カケユ、イラスト・白羽奈尾による日本のライトノベル。2011年12月から講談社ラノベ文庫より刊行されていた。全3巻。
著者のカケユはこれがデビュー作となる。タイトルは、読者の目に留まるようなインパクトあるものがいいだろうということで、思いつきで「アニメ化企画進行中!」を提案したところ、そのまま通ってしまった。3巻で一区切りつける予定の旨が2巻あとがきにて告知され、全3巻にて完結した。

## あらすじ
天崎陸登は中学校時代に勇者だった。しかし、周囲の人には誰も信じてもらえず孤独な日々を過ごしてきた。過去を反省した陸登は自分の過去を知っている人物がいない学校――「煌煌学園」に入学する。しかし、そこで待っていたのは常識の通用しない先輩たちと、自分の過去の情報だった。

## 登場人物
- 物語は主人公リック（天崎陸登）の一人称で進行していく。
- 声優はプロモーション映像のもの。

### メインキャラクター

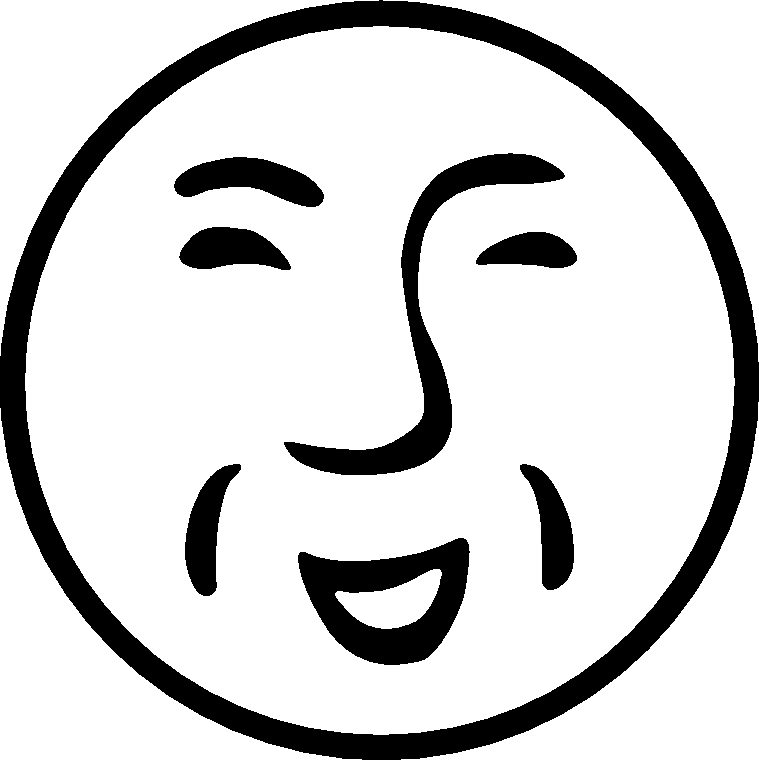
写植記号 BA-90

天崎陸登（てんざき りくと）
声 - 木島隆一
本作の主人公。煌煌学園の1年B組に所属している。
中学生の時にポッコという女神により勇者にさせられ、異世界に放り込まれる。そこで様々な人たちとの出会いや別れを繰り返し、ついに魔王を退け世界に平和を取り戻した。しかし、そこで冒険は終わらず、その後も様々な世界に呼ばれ勇者として戦い続けていた。魔法も覚えており、こちらの世界(地球)でも一部の魔法なら使うことができる。勇者の時の名前は「リック」。左手には「セブンス・サガ」という聖剣が宿っている。
周りの反応は、最初は楽しそうに勇者としての活躍の話を聞いていたが、徐々に離れていくようになり、「漆黒の九月事件」と呼ばれる出来事をきっかけに周囲の反応があからさまに腫物を触るようなものに変わり、一人ぼっちになってしまった。中三の時はよく左手に話しかけているリックの姿が目撃されている。
このような中学時の体験を反省したことから、リックは自らの過去を誰も知らない煌煌学園（キラ高）へと進学する。しかし、トーハらの策略に嵌り自分の過去を語ってしまい、それをしっかりとICレコーダーに録音された。録音内容をネタとして脅されたため、真生徒会への加入を余儀なくされる。真生徒会における役職は当初は奴隷、のちに庶務となる。
真生徒会の中ではツッコミ担当となっている。
煌煌統覇（きらこう とうは）
声 - 加隈亜衣
煌煌学園2年A組所属。真生徒会における役職は会長。
純金を溶かしたような見事な金髪で、それをポニーテールにしている。語尾が片仮名になるのは、キャラ作りのため。また純日本人。周囲の人間からは「トーハ」と呼ばれている。
成績は常に学年トップ で、スポーツも万能。そして、煌煌グループのお嬢様でもある。生まれながらにして「金」「権力」「美貌」「名声」を手に入れるが、「地位」だけは手に入れられなかったため、一年生の時に生徒会選挙に出馬する。しかしあまりにも尊大な物言いから周囲の総スカンをくらい、12票しか入らず落選した。落選したトーハは、生徒会打倒を目標とする「真生徒会」という非正規の組織を立ち上げている。
トーハ自身には自分の発言が周りの人にダメージを与えているという自覚がない。
風見川忍（かざみかわ しのぶ）
声 - 岡田栄美
煌煌学園2年B組所属。真生徒会における役職は副会長。
スラリとしたスタイルの持ち主で、髪型はショートカット。ボーイッシュな感じがある。爽やかな笑顔が似合うが、サラリと下ネタを会話に入れてくる。どんな言葉でも、最終的に下ネタにつなげようとする。また、伏せ字に写植記号 BA-90を使用する。
トーハと同じく生徒会選挙に出る。選挙公約は「男子生徒は全員半ズボン、女子生徒は全員超ミニスカート＆ニーソックスで、体育と清掃時間のブルマ復活」だった。男子からの支持率は高かったが落選。
桜島究（おうしま きわめ）
声 - 内田愛美
煌煌学園2年C組所属。真生徒会における役職は副会長。
背は低くまるで小学生のようだが、実際に年齢は11歳でありランドセルを背負っている。何故か小学校ではなく高校に通っている。学年一位の成績を取れる実力を持っているが、トーハを学年一位にするためにわざと手を抜いている。そのため順位はいつも二位。
頭にはタヌキ耳がついていて、語尾には「ぽんぽこ」がつくが、これはキャラ付のためにやっている。
自他ともに求める天才で、タヌキ耳は通信機としての機能が備わっている。はやぶさとタイムラグなしで会話をしていたこともある。
生徒会選挙では投票所の入り口で、投票用紙と一緒にクマの柄が印刷されているパンツを配った。もちろん落選。
周囲からは「キュー」と呼ばれている。リックは「キューちゃん」と呼んでいるが、時々「幼女」と呼ぶこともある。対して、キューはリックのことを「お兄ちゃん」と呼ぶ。
華沢花子（はなざわ はなこ）
声 - 中野輝美
煌煌学園2年F組所属。真生徒会における役職は書記。
現役の中二病患者で、いつも黒いマントをまとい右目には黒い眼帯を付けている。設定上の名前は「闇公卿・黒紅羽」。その他にもさまざまな設定がある。花子と呼ばれたり、言葉でいじられたりすると素の方が出てくる。
人と接するのが苦手で、人が近寄ってこないようにするためにこのような格好をしている。そのため、友達は一人もおらず、電話帳には家族しか登録されていない。ご飯をトイレで食べる癖がある。
家族はかなりいい加減な性格らしく、カニを夢中になって食べていたら家が半焼してしまったことがある。親からは「はーたん」と呼ばれている。
リックのことを中二病の仲間だと思っている。
アーデルハイト・クライン
リックの幼なじみ。身長はキューちゃんとそんなに変わらない。ウサギの耳のような大きなリボンをつけている。瞳はブルーで髪は銀色。ドイツ人。
小学生の頃は「ハイジ姉」と呼ばれていた。小学校卒業前に引っ越しをした。
トーハらからは「アルプス」と呼ばれているが、本人は気に入ってない。しかしアルプスが浸透してしまったため、選挙では半分以上の票がアルプスと書かれていた。このため無効票扱いになった。
アーデルハイト・クラインという名前は、両親がアルプスの少女ハイジをみて感動したため名付けられた。
トーハ同様髪の色が違い成績も上位のため、二人は学校公認のライバル関係でもある。しかし大体の場合はトーハに負ける。英語が壊滅的にできず、ドイツ人なのにドイツ語も話せない。
両親は生粋のドイツ人であったが、日本のアニメのためだけに日本に移住してきた。
リックのことを「りっちゃん」と呼ぶ。

### その他
煌煌学園（きらこうがくえん）
リックたちが通う学校。煌煌グループが作った学校の一つ。生徒たちからはキラ学と呼ばれている。
小さな山の頂上にあり、生徒は登校時毎朝急な勾配の道を登らなければならない。山の頂上に学校を建てた理由はトーハが街を見下ろすためであり、日本中で候補地を探しまわった挙句、ここの山に建てられた。
煌煌グループ（きらこうグループ）
あらゆる事業分野でトップシェアを誇る企業グループ。その影響力は政財界のすみずみまで行き渡り、煌煌グループがつまずいたら日本全国に激震が走るとも言われている。煌煌学園以外にもいろいろな学校を持っている。
真生徒会（しんせいとかい）
煌煌学園においてトーハが立ち上げた組織。偽生徒会（通常は「生徒会」として認識される組織）を倒すことを目的として作られた。煌煌学園における支持率は0.06％である。
真生徒会の活動場所は校舎屋上である。以前の屋上は自由開放された生徒の憩いの場であったが、真生徒会による不法占領が始まってからは、真生徒会関係者以外は誰も近寄らなくなった。

## 書籍
講談社ラノベ文庫より刊行
1. アニメ化企画進行中!? (仮)　2011年12月28日発売　ISBN 978-4-06-375209-0
2. アニメ化企画進行中!? (腐)　2012年6月1日発売　ISBN 978-4-06-375240-3
3. アニメ化企画進行中!? (夏)　2013年2月1日発売　ISBN 978-4-06-375278-6

## プロモーション映像
魔法使いなら味噌を喰え!、セクシャル・ハンター・ライオットとの合同の企画。2012年6月15日21時よりニコニコ動画生中継にて初公開された。同6月22日からは講談社ラノベ文庫サイト他にて公開中である。

### キャスト
- 天崎 陸登 - 木島隆一
- 煌煌 統覇 - 加隈亜衣
- 風見川 忍 - 岡田栄美
- 桜島 究   - 内田愛美
- 華沢 花子 - 中野輝美

### スタッフ
- 原作　　　　　　　 - 我道カケユ
- 原作イラスト　　　 - 白羽奈尾
- デザインワークス 　- 大山裕之
- ディレクター　　 　- 佐藤拳
- 音響制作　　　　　 - STUDIO MAUSU
- 制作担当　　　　　 - 結城真澄
- アニメーション制作 - スノードロップ